# Ciência do projecto
Segundo Herbert Simon (1980) a ciência do projeto é o núcleo da formação profissional. Todas as atividades humanas que visam modificar e optimizar as condições em que certos fenómenos se produzem, deveriam reger-se pela ciência do projecto. Não são só os engenheiros e arquitetos que concebem, desenvolvem e põem em prática projetos. Há diversas profissões cujo núcleo da sua atividade é projetar. A educação é também uma ciência do projeto, quer dizer, pretende conceber cenários e recursos para atingir determinados objetivos.

Trata-se de um corpo de doutrina intelectualmente denso, analítico, em parte formalizável, em parte empírico, transmissível, acerca do processo de projeto. A ideia de Simon (1981), da existência de uma ciência do projeto, assenta na definição de ciência do projeto prescritiva e compreensiva de Fuller (1950).

## A praxis da Ciência do Projeto
A praxis da ciência do projeto pressupõe a avaliação de projetos, uma lógica formal do projeto, a procura de alternativas, teorias da estrutura e organização, e a representação de problemas de projeto Simon. Assim, a ciência do projeto utiliza:

1. Uma teoria da utilidade e teoria estatística da decisão como base de avaliação de projetos. Vários matemáticos, tais como F. P. Ramsey, B. de Finetti,  J. Von Neumann, J. Neymann, K. Arrow e L. J. Savage deram, ao longo do tempo, corpo a uma teoria da utilidade e da decisão. Desta forma, na engenharia e nas ciências da administração traduzem-se em ferramentas matemáticas e estatísticas de decisão (Simon, 1981, p. 200).[1] Constituem-se com um caráter preditivo sobre as decisões possíveis de serem tomadas em contexto educativo, onde são utilizadas metodologias inferenciais probabilísticas decorrentes de avaliação diagnóstica observável. Na abordagem de Collins (1992),[3] a ciência do projeto aplicada à educação, é atribuído aos professores um papel de co-investigadores, pois para que o projeto seja bem-sucedido, as intervenções educativas devem ser aplicadas dentro dos limites definidos pelos professores, e devem, em concreto, tratar das questões por eles levantadas. Por isso, é fundamental que os professores assumam o papel de co-investigadores, ajudando a formular as perguntas a serem abordadas e os projetos a serem testados;
2. Um conjunto de técnicas para deduzir efetivamente qual das alternativas disponíveis é a ótima. A procura de uma otimização da intervenção de modo que maximize a utilidade da inovação ou da intervenção educativa, com os parâmetros ambientais estabelecidos, implica testar múltiplas inovações no espaço dos projetos possíveis. Em cada projeto é possível manter constantes fatores como os professores, os alunos, a cultura escolar, a fim de fazer comparações. Para a generalização a outros projetos, variam-se esses mesmos fatores sistematicamente. Simon (1981)[1] considera que técnicas como PERT, Lógica modal ou investigação operacional, constituem a adaptação da lógica ordinária à procura de alternativas, assim como a exploração de factorizações paralelas ou quasi-paralelas de diferenças. Contudo, quando transpomos para o contexto educativo importa ressalvar que “nunca se pode ter a certeza de que uma sequência parcial de ações que realiza certos objetivos possa ser aumentada de modo a fornecer uma solução que satisfaça todas as condições e realize todos os objetivos do problema” (Simon, 1981, p.214),[1] ainda que estes objetivos possam ter soluções que o satisfaçam em determinados contextos. Refletindo sobre o que Simon (1981)[1] refere, ao pensar aplicar estas técnicas em contextos educativos, que devemos concentrar-nos na existência de uma avaliação objetiva das intervenções educativas, fazendo participar neste processo os professores, na qualidade de co-investigadores, tendo em vista a necessidade de um distanciamento relativamente a quem projeta a intervenção. No fundo, as técnicas invocadas por Simon (1981)[1] têm precisamente esta finalidade adaptativa;
3. Uma distribuição de recursos para a procura de sequências alternativas parcialmente exploradas. Colins et al (1992)[3] consideram que em qualquer projeto que ocorre numa sala de aula (ou unidade maior, por exemplo, uma escola), existe um elevado número de variáveis que podem afetar os resultados da investigação. O objetivo deve ser otimizar essas variáveis dentro de determinados limites. Para isso é importante recorrer-se a uma equipa interdisciplinar de professores especialistas, designers, tecnólogos, antropólogos e psicólogos, com vista ao teste de variações das alternativas (métodos, estratégias e técnicas de ensino). Simon (1981)[1] refere a este nível como importante, no âmbito da engenharia, a gestão de projetos e a utilização de uma metodologia do trabalho de projeto;
4. Uma organização de estruturas complexas e a sua implicação para a organização dos processos de projetos. A decomposição parcelar do projeto “é pensar que o processo do projeto envolve primeiramente a geração de alternativas e em seguida o teste dessas alternativas contra todo um arranjo de requisitos e condições” (Simon, 1981, p.223),[1] correspondendo a uma arquitetura de processos. Em termos educativos representa uma revisão flexível do design do projeto, quando os avaliadores consideram que este não está a funcionar, é importante analisar quais as razões do fracasso e tomar medidas para o corrigir. É importante documentar a natureza das falhas e as tentativas de revisão, bem como os resultados globais da investigação porque, desta forma, obtemos informação sobre o caminho para o sucesso, ou seja informação sobre o processo do projeto e não só sobre os resultados;
5. Uma consideração de representações alternativas para problemas de projeto, onde podem ter lugar teorias como a Teoria da Representação. Estas representações alternativas ajudam a compreender a forma que o projeto deve assumir, constituindo-se como essencial para a resolução de problemas e o desenvolvimento de projetos. No contexto educativo, Collins (1992),[3] considera como objetivo essencial estudar várias inovações tecnológicas nas escolas e desenvolver uma teoria do design para a inovação tecnológica. Esta teoria do design deve especificar todas as variáveis que afetam o sucesso ou o fracasso de diferentes inovações ou projetos educativos e especificar quais os valores das variáveis que os afetam de forma a maximizar as probabilidades de sucesso, ou seja, como é que as diferentes variáveis interagem na criação de projetos bem-sucedidos.

### Como surge um projeto?
Através da identificação da necessidade de obtenção de um determinado resultado, produto ou output, com base num conjunto de recursos iniciais ou input, realizando um determinado processo. Foreman (1967) considera que um projeto surge de uma necessidade, considerando-o como um processo de resolução de um problema (Dubberly, n.d.). Por outro lado, Alexander (1962, citado por Dubberly, n.d.) refere que um projeto nasce simultaneamente de forma consciente e inconsciente no investigador, através de uma interação bidirecional complexa entre o contexto e a forma do projeto, quando mergulhados no mundo atual.
Dubberly (n.d.), nota que Lawson (1990) sugere que o modelo de Darke (1978) fora antecipado por Hiller (1978), onde primeiro pensa-se quais os prováveis aspetos importantes de um problema, desenvolve-se em seguida um projeto, analisando o que mais se pode descobrir sobre o problema.

### Como desenvolver um projeto?
Podemos abordar esta questão de várias perspetivas. Koberg & Bagnall (1972, citados por Dubberly, n.d.) descrevem o desenvolvimento de um projeto da seguinte forma “Em primeiro lugar, dividimos o problema em partes, examinando-o (análise), e depois reagrupamos estas partes com base no nosso entendimento do que serão as melhorias no nosso estudo (Síntese)”. Após esta perspetiva inicial, os mesmos autores adicionam um refinamento ao modelo considerando os seguintes passos: Aceitação > Análise > Definição > Idealização > Seleção > Implementação > Avaliação. Mas a relação entre estes passos procedimentais não tem uma definição simples. Pena & Parshall (1969, citados por Dubberly, n.d.) dão particular destaque à distinção dos conceitos de programação e de projeto, evitando alternativas de projetos baseadas em tentativa e erro, uma vez que a programação deve-se preocupar com a definição de objetivos, recolha e análise de factos, descobrir e testar conceitos, determinar necessidades, problematizar. Consideram estes autores que o projeto a desenvolver é uma síntese, ao passo que a programação refere-se à sua análise. O seu desenvolvimento é um ato de divergência/convergência e de limitar/expandir (ver figura 1). Mok & Yamashita (2003, citados por Dubberly, n.d.) descrevem alguns passos no processo de projeto de soluções para problemas: a definição do problema, inovação e geração de valor.

### Como colocar um problema sobre o qual se desenvolve um projeto?
Polya (1945, citado por Dubberly, n.d.) enuncia o seguinte método na colocação do problema. Questões como “O que não sabemos? De que dados dispomos? Que restrições detemos?”, devem ser abordadas com o desenho de mapas ou figuras, introduzir conceitos adequados ao problema, dividi-lo em diversas partes, e reunificá-lo na sua colocação. Este método, parte do processo de resolução de problemas criado pelo autor, preconizando o método científico como base para critérios de validação de explicações científicas.

## A Educação e a Ciência do Projeto
Collins et al (1992) supõem a existência de um espaço onde existem todos os projetos possíveis de implementar de acordo com o problema identificado. Recairíamos então sobre um contínuo de projetos, pois o seu número é indeterminado. Se considerarmos um elemento desse espaço, um projeto, seja ele qual for, é humanamente impossível considerar a sua implementação em todos os contextos (do mundo real) possíveis. Assim, podemos considerar o conjunto de todos os contextos (ou seja o mundo real) o domínio onde a ciência do projeto atua. Ao testar cada projeto, no maior número de contextos possíveis, e investigar como se comporta, o investigador (ou cientista desta ciência do projeto) redefine-o e corrige as suas falhas, na esperança de se poder extrapolar para os contextos onde não se trabalhou.

Por outro lado, em ambiente escolar existe um grande número de restrições, decorrentes das capacidades dos gestores, professores e alunos para lidar com novas tecnologias, limitativas da nossa capacidade de experimentar diferentes modelos. Portanto, o objetivo da ciência do projeto deve ser o de maximizar as informações obtidas dentro das limitações de qualquer intervenção em particular. Por outro lado, constitui-se pela criação de projetos educativos possíveis, tendo como base o que se sabe sobre o modo como os seres humanos aprendem, os factores que podem facilitar ou inibir a aprendizagem.

### Projetos em Contexto Escolar
Segundo Simon (1981) projeta quem quer que conceba cursos de ação com o objetivo de transformar situações existentes em situações desejadas. O projeto visa realizar intenções e integrar conhecimentos na sua concretização, é um processo consciente de análise e avaliação desde o processo de conceção à avaliação das atividades. A abordagem do conceito de projeto enquanto estratégia pedagógica surgiu a partir de um artigo de Kilpatrick (1918) intitulado The project method onde este define e analisa a relevância, para o processo educativo desenvolvido nas escolas, da compreensão e uso desta metodologia. Esta abordagem pedagógica assenta em princípios progressivos e em especial no pensamento de John Dewey. Este filósofo e pedagogo americano defendeu que educar é desenvolver a capacidade de pensar e decidir em situações novas e de complexidade crescente, defendia também que os profissionais deveriam ser envolvidos em comunidades de resolução de problemas.

No sistema educativo português, em termos de vocabulário e desejavelmente de práticas, a metodologia de projeto foi introduzida através da “obrigação” das escolas, a partir da década de 80, de delinearem um projeto educativo de escola, projetos curriculares de escola e ainda projetos curriculares de turma que, idealmente, deveriam estar interligados numa cadeia associativa e hierárquica, ou seja, os projetos curriculares de escola e o projeto curricular de cada turma deveriam cruzar objetivos e atividades com a finalidade de contribuir para atingir os objetivos do projeto educativo de escola. Este deveria, para a sua conceção, desenvolvimento e avaliação, basear-se numa metodologia de projeto, na deteção de necessidades e problemas a serem solucionados ou melhorados, ou mesmo numa nova maneira de representar determinados problemas (como antes referimos), no desenvolvimentos de ações para os solucionar, no estudo detalhado dos processos de solução, e na avaliação dos resultados alcançados, para dar início a um novo ciclo de desenvolvimento de projetos, que pode ser caracterizado não como um processo de incremento de causalidade linear mas sim iterativo (cf. Figura 1).

### Projeto Educativo de Escola
Trata-se de um documento que deveria orientar a ação educativa e definir as políticas e a filosofia educativa da escola. Deveria ainda esclarecer o porquê e para quê das atividades escolares, baseadas num diagnóstico de problemas reais e dos seus contextos, que, em princípio, deveria ter em conta a participação crítica de todos os elementos da comunidade escolar, identificando, de forma realista, os recursos necessários para os solucionar. Deveria ainda explicitar os fatores capazes de empenhar os atores na consecução dos objetivos da escola e descrever os meios e as ocasiões para avaliar o projecto.
Este documento, quando bem concebido, cria uma matriz de suporte para a concretização do Projeto Curricular de Escola e do Projeto Curricular de Turma na medida em que cria um tronco comum onde surgem os vários projetos. A sua concepção é da responsabilidade do Conselho Pedagógico. Todavia, a elaboração do Projeto Educativo de Escola não pode ser apenas um trabalho dos gestores da escola mas, sim, uma tarefa que deva envolver toda a comunidade educativa, mormente os professores.
O Projeto Educativo fomenta uma cultura de reflexão e de análise dos processos de ensinar e de fazer aprender, bem como de trabalho cooperativo entre atores educativos.
Este Projeto parte da crença de que uma escola de sucesso e o desenvolvimento de aprendizagem significativa passam pela reconstrução do currículo nacional, de modo a ter em conta as situações e características dos contextos onde ele se irá realizar.

### Projeto Curricular de Escola
Expõe de modo particular um conjunto de decisões articuladas e partilhadas pela equipa docente de uma escola com o objetivo de concretizar as orientações curriculares de âmbito nacional em propostas globais de intervenção pedagógico-didáticas adequadas a um determinado contexto com referência ao Currículo Nacional e ao Projeto Educativo Escola.
Surge com o reconhecimento de que os Currículos devem ser percecionados numa conceção de projetos e numa gestão flexível de Currículo, requerendo formas específicas de gestão e organização curricular. A responsabilidade é projetada pelo Conselho pedagógico, pela Comissão pedagógica e pelo Conselho de professores no 1º ciclo e serve para definir prioridades da escola, competências essenciais e transversais em torno das quais se organizará o projeto e os conteúdos que serão trabalhados em cada área curricular tendo por referência uma análise vertical dos programas.
O Projeto Educativo de Escola, o Projeto Curricular de Escola e o Projeto Curricular de Turma assentam nas políticas nacionais vigentes com a finalidade de melhorar a atuação educativa, gerindo essa mesma atuação nos diferentes contextos, permitindo uma atuação diferenciada de cada escola mediante as suas realidades específicas.

### Projeto Curricular de Turma
Projeto curricular de turma é um documento da responsabilidade do professor titular de turma ou do diretor de turma, desenvolvido com referências ao projeto curricular de escola. Documento intencional que decorre de um processo consciente, orientado para uma mudança educacional. Define linhas orientadoras a desenvolver especificamente com cada turma, numa visão integradora do saber e da interdisciplinaridade, tem uma finalidade e recorre a meios para atingir os seus objetivos.

O projeto curricular de turma permite ao professor um conhecimento da realidade onde vai atuar, possibilita uma análise detalhada no processo de conceção, desenvolvimento, monitorização e avaliação das atividades.

Este documento prescritivo, que enuncia regras sobre o modo mais eficaz de alcançar conhecimentos, e normativo, que formula critérios e condições para atingir objetivos, baseia-se na ciência fundamental, i.e., nos conhecimentos científicos e pedagógicos dos seus impulsionadores, os professores, mormente nas teorias da aprendizagem e nas teorias psicológicas do desenvolvimento, explícitas nos modelos de aprendizagem adotados para cada turma. A teoria do desenho da instrução ou Instrucional Design (ID) visa compreender os processos de ensino e aprendizagem, que por sua vez sustenta as tomadas de decisão dos professores sobre os diferentes métodos, técnicas e recursos a utilizar no processo educativo, com o propósito de encontrar meios eficientes para melhorar as aprendizagens. Segundo Smith e Ragan (1999) as teorias do ID podem-se dividir em duas grandes classes, i) teorias instrucionistas que estão na base dos métodos de ensino direto (cf. Métodos de ensino) e ii) teorias construtivistas que estão na base dos métodos de ensino indireto (cf. Métodos de ensino).

Collins et. al. (1992) referem que os projetos que ocorrem dentro de sala de aula são influenciados por um número indeterminado de variáveis, sendo da responsabilidade dos professores a sua identificação de forma a otimizá-las dentro de determinados limites. Estudos científicos, na área da psicologia cognitiva e processamento de informação, ressalvam o papel da memória no processo de aprendizagem. O psicólogo John Sweller com a teoria da carga cognitiva alerta para a importância da escolha do material didático, defende que este tem efeito sobre o desempenho dos alunos, enfatiza as limitações decorrentes da sobrecarga da memória de trabalho sobre a aprendizagem durante o processo de instrução. Segundo este psicólogo australiano quanto mais nivelado estiver o grau de informação fornecida pelo professor com o grau de compreensão do aluno mais fácil será a aprendizagem.

Mayer (2001) com a Teoria cognitiva da aprendizagem multimédia, que se baseia na ciência cognitiva relativamente à educação, refere nos seus estudos a importância dos avanços da tecnologia em prol de aprendizagens significativas, refere também alguns aspetos negativos como a ocorrência de sobrecarga cognitiva quando não se tem em consideração o modo como os seres humanos processam a informação (sobretudo visual e auditiva) e a capacidade limitada de processar informação da memória de trabalho (cf. Baddeley, 1997). Estes e outros fatores podem surgir no processo de ensino e aprendizagem como variáveis a ter em conta pelo professor.

### O Professor como Designer

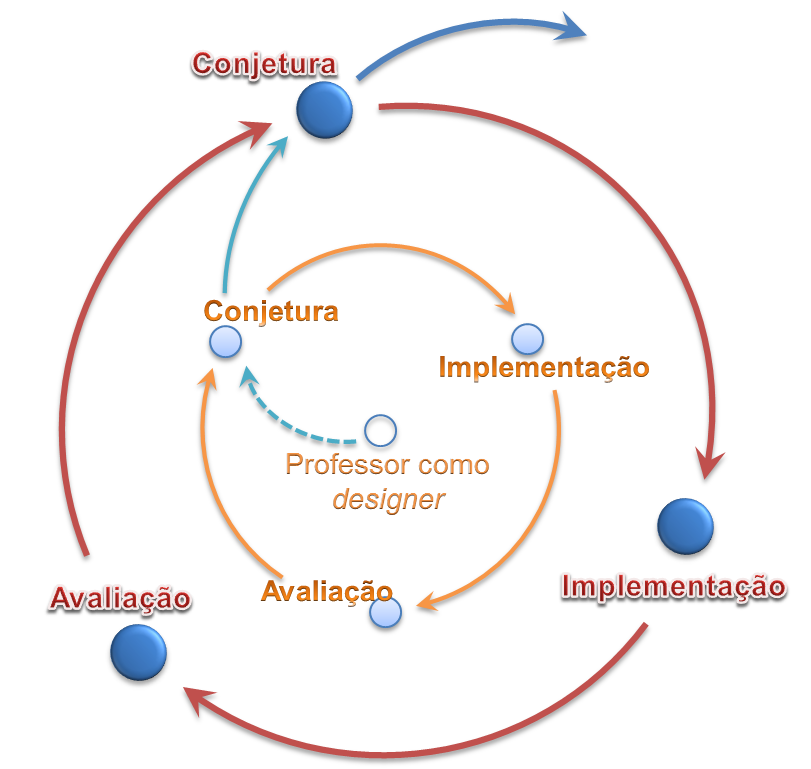
Figura 1. Esquema de duas iterações do ciclo de ação da ciência do projeto, em contextos educativos. Baseado na apresentação disponível em www.slideshare.net/JIATSL/design-science-a-framework-for-change-presentation

O professor como designer, como conceptor de intervenções educativas, de projetos educativos, diz respeito à sua atuação em termos de teste e alteração de ferramentas diversas na sua prática.

Os problemas que surgem no contexto educativo exigem da parte do professor capacidade de definição e redefinição permanente de estratégias, recorrendo a métodos e metodologias diversificadas, que se adeqúem às tarefas de aprendizagem dos alunos, com vista a obter melhores resultados escolares. Estes permanentes reajustamentos evidenciam o seu desenvolvimento cognitivo na resolução de problemas e situações que ocorrem na sala de aula, traduzindo-se numa transformação do professor em designer na educação. Métodos como o descrito por Hjalmarson (2003) e Hjalmarson et al (2008), da experimentação (design experiments), onde o professor aprende sobre a sua prática, melhorando-a e projetando produtos partilháveis, representam melhorias profissionais (on-the-job), um processo de intenções na procura e melhoria de soluções para os problemas que coloca, decorrentes da sua atividade docente. O design (ou projeto) em educação constitui uma metáfora proveniente da engenharia, onde ao ser identificado um determinado problema, os engenheiros necessitam de integrar criativamente conhecimento de diferentes disciplinas. Qualquer situação de resolução de problemas, seja na engenharia ou na educação, inclui um projeto de concepção de produtos com base em restrições, onde a revisão é uma parte do processo, com vista a maximizar as aprendizagens.

Assim, como designer, o professor define onde a aprendizagem deve tomar lugar, num determinado programa curricular, produzindo e validando instrumentos adequados ao desenvolvimento dessa aprendizagem, envolvendo a alocação de recursos, definição de objetivos, estratégias, métodos e formas de avaliação, em resposta às seguintes questões: “O que é necessário aprender?”, “Que recursos são necessários?”, “Como devem ser avaliadas as aprendizagens?”

A partilha de resultados de aprendizagem com base nos designs adotados e experimentados, através de redes de colaboração e partilha, revela-se importante e, em todo o mundo, proliferam exemplos que outros professores readaptam aos seus contextos educativos, fomentando novos designs. O movimento dos Recursos Educativos Abertos (ou Open Educational Resources, iniciado em 2002) é disso um exemplo. Assim, cada professor, enquanto designer, faz parte do próprio design educativo, como ator ativo e facilitador de aprendizagens. Autoconhecimento, facilitador e promotor de oportunidades de inclusão e igualdade, e avaliador, são caraterísticas essenciais do professor do século XXI, enquanto designer. Os modelos de formação inicial e contínua de professores deveriam também formar os professores para esta dimensão do processo educativo.

## Metodologia de Desenvolvimento (Design-Based Research) e a Ciência do Projeto
Existem várias maneiras de classificar as investigações que se realizam nas ciências humanas, onde se inclui a educação. Alguns autores falam de paradigmas (Guba & Lincoln, 1994, Lather, 1992; Mertens, 1998; entre outros): positivista ou pós-positivista, interpretativo ou construtivista e emancipatório. Ao primeiro estão associados os métodos quantitativos (mormente o experimental e correlacional), ao segundo os qualitativos (designadamente a etnografia e o estudo de caso) e ao terceiro e último a investigação-acção (designadamente os métodos participativos, os estudos freirenianos e neo-marxistas).
Vamos adoptar uma classificação mais simples, que contorne os juízos de valor que estão associados à classificação baseada em paradigmas, e que tem como referência a finalidade última de cada investigação (Almeida e Freire, 2000). Quando uma investigação tem como finalidade explicar os fenómenos (e a realidade) em estudo, criando relações de causalidade entre as variáveis, que pode conduzir à elaboração de leis, temos que conceber um plano experimental; quando visa observar o grau de associação entre determinadas variáveis, por exemplo, o uso de determinados métodos de ensino e os resultados escolares ou diferenciar grupos temos que delinear uma investigação correlacional; quando a investigação visa compreender os fenómenos (e a realidade) em estudo sob o ponto de vista das percepções e opiniões dos sujeitos que a vivem temos que delinear um plano qualitativo, seja de natureza etnográfica, de estudo de caso ou simplesmente naturalista; se pretendemos transformar a realidade onde se produzem determinados fenómenos, temos que conceber um plano de investigação-acção (IA). Existe uma outra metodologia de investigação que tem como finalidade transformar a realidade, embora com uma origem conceptual diferente da IA, de cariz pragmático (baseada numa filosofia pragmática)  e menos politizada (como o são certas vertentes da IA, mormente as que adoptam um linha neo-marxista ou Freireniana). Esta metodologia é designada de design-based research (Brown e Collins, 1992), ou metodologia de desenvolvimento ( cf. Coutinho, 2001). Implica a cooperação entre investigadores e profissionais no terreno para a definição do problema, o desenvolvimento de soluções num quadro teórico, avaliação das soluções no terreno e uma reflexão que possa conduzir a uma investigação futura. Brown (1992) refere-nos que, entre os aspetos mais importantes da metodologia de desenvolvimento, está a “colaboração permanente entres investigadores e profissionais”. A Design-Based ResearchI (Investigação Aplicada ou Investigação baseada no desenvolvimento de projetos ou Investigação de Desenvolvimento), é uma metodologia de investigação desenvolvida como uma forma de melhorar as práticas educativas através de pesquisas prévias, que são realizadas em contexto real, com a colaboração direta de investigadores e professores.

### As cinco características básicas da DBR são
- Pragmática, porque tem como objetivos solucionar problemas reais, criando, através de processos de investigação, tanto ferramentas como teorias;
- Fundamentada, na teoria e no contexto real;
- Interativa, porque requer a colaboração entre investigadores e profissionais;
- Iterativa e flexível pois ao longo da investigação as teorias e intervenções sofrem constantes mudanças e melhorias;
- Integradora, porque os investigadores utilizam variados métodos e abordagens de investigação;
- Contextualizada, porque os resultados da investigação são relacionados com o processo onde a procura os conduz.

A DBR não se limita só a investigar, mas também a propor novas práticas educativas e a apresentar os seus resultados. Segundo Edelson (2002), a DBR pode gerar três tipos de teorias: Teorias sobre um dado Domínio (Domain Theories), que descrevem as situações de aprendizagem, as suas interações, bem como os resultados; Quadros de Referência (Design Framework), que fornecem orientações para um dado projeto; e Metodologias do Projeto (Design Methodologies), que servem de diretrizes para a implementação de projetos e pelas suas características iterativas podem servir de base a novos projetos.

### Vantagens e desvantagens da DBR
Podemos indicar como benefícios da DBR a sua contribuição prática, a contribuição teórica em contextos reais e uma melhor relação entre a teoria e a prática e entre os investigadores e os profissionais. Como aspetos menos positivos, este modelo apresenta ausência de padrões que identifiquem quando um projeto deve ser abandonado, pode produzir um excessivo número de dados e de análise de dados e a dificuldade em conseguir fazer generalizações.  .
A DBR interliga a pesquisa educacional empírica com a teoria da concepção de ambientes de aprendizagem. É uma metodologia importante para compreender como, quando e porquê as inovações educativas funcionam na prática. Ajuda a criar e a ampliar o conhecimento sobre o desenvolvimento, articulação e a sustentação em ambientes de aprendizagem inovadores. Gera conhecimentos diferentes daqueles que são gerados em ambientes tradicionais.

### Como  desenvolver uma investigação baseada na metodologia DBR
Ao iniciarmos uma investigação baseada na DBR deveremos ter em consideração as seguintes etapas:
- Identificar um problema significativo que persista dentro de uma comunidade escolar;
- Colaborar intensamente com os profissionais, pois o processo deve estar centrado em contextos do mundo real e trabalhar em estreita e permanente colaboração com os professores;
- Fazer a revisão da literatura/enquadramento teórico para elaborar as  questões de investigação;
- Não esquecer as teorias sobre aprendizagem e ensino;
- Dar início ao processo de resposta ao problema que se identificou, utilizando um quadro teórico sólido.
- Desenvolver, implementar e rever o projeto de intervenção;
- Iterar todo o processo de investigação, com o objetivo de o melhorar;
- Explicar todo o processo de investigação, para que todos os intervenientes o conheçam em pormenor, tendo em vista introduzir melhorias.

## O que distingue uma dissertação de um trabalho de projecto (como metodologia para desenvolver uma investigação de mestrado)?
Uma dissertação, geralmente adopta um quadro de referência metodológico proveniente dos métodos quantitativos ou qualitativos ou conjugando ambos, os designados métodos mistos (cf. Teddlie & Tashakkori, 2003). Como antes referimos, os primeiros visam explicar os fenómenos em estudo e os segundos compreendê-los. A investigação-acção (I-A) tem um estatuto particular, pois visa transformar a realidade tal como a metodologia de desenvolvimento ou design-based research (DBR), embora esta última sem um claro compromisso ideológico pois tem um olhar pragmático sobre a realidade. Certas vertentes da I-A entendem a transformação da realidade como um processo de consciencialização (ou conscientização, nas palavras de Paulo Freire) e participação social, daí o seu compromisso ideológico. Assim, se um estudante opta por uma dissertação, irá naturalmente desenvolver um estudo que adota uma das três metodologias enunciadas: de natureza quantitativa, qualitativa, mista ou de investigação-ação, embora esta última, quando não assume uma vertente emancipatória se aproxime da investigação de desenvolvimento. Caso escolha o método de trabalho de projeto terá que, forçosamente, adotar a metodologia do design-based research ou investigação de desenvolvimento de projetos que, como vimos ao longo deste artigo, tem determinadas características e procedimentos que a diferenciam dos outros métodos.
A grande distinção entre as duas abordagens (investigação empírica e de desenvolvimento) centra-se ao nível da finalidade da investigação (Van den Akker, 1999, citado por Coutinho et. al., 2011) na forma distinta de conceber um projeto de pesquisa. No que respeita às técnicas ambas utilizam os mesmos recursos para a recolha e análise de dados (Richey & Nelson, 1996, citado por Coutinho et. al., 2011).
A DBR é uma investigação baseada em projetos, desenvolvida essencialmente para solucionar problemas de indivíduos ou de grupos. Emergiu da insatisfação da comunidade científica das tecnologias educativas, está portanto ligada a desenvolvimentos educativos e tecnológicos. Visa desenvolver contributos científicos e práticos, buscando soluções para situações concretas, com a finalidade de melhorar a qualidade educativa. Stokes (1997, citado por Coutinho et. al., 2011) propôs uma matriz de reflexão sobre as diferentes perspetivas de investigação em torno da utilização educativa de inovações tecnológicas.
Nesta perspetiva o investigador reflete se busca preferencialmente o conhecimento fundamental ou a aplicação prática dos resultados. O mesmo autor identificou alguns estudos neste quadro de referência que merecem uma análise cuidada do leitor.

### Como se inicia e desenvolve uma investigação DBR, comparando com uma investigação clássica?
O início de uma investigação dá-se com a escolha do tema e de um problema dentro desse tema, sendo que este deve emergir do interesse e dos conhecimentos adquiridos pelo investigador. A identificação do problema permite delinear o percurso da investigação, uma vez que o processo conduzido terá como finalidade o esclarecimento dessa dúvida, replicação de fenómeno, testar a teoria ou buscar soluções práticas para o problema. Nesta fase inicial define-se o problema e delineia-se o modelo de investigação, define-se as hipóteses e a operacionalização das variáveis a considerar. A definição do problema emerge de um raciocínio indutivo ou dedutivo. No primeiro caso parte-se do específico para o geral, ou seja de situações observadas procura-se chegar a algo que as unifique, no segundo caso, dedutivo, parte de uma teoria, de ideias gerais e abstratas de modo a extrair dados específicos e particulares (Pinto, 1990, citado por Almeida e Freire, 2007).
A importância de uma boa revisão de literatura é fator primordial para circunscrever o problema e estruturar a hipótese geral (Hill & Hill, 2002) ou questão de investigação, isto na investigação clássica ou investigação pura. Numa investigação aplicada ou baseada em projetos, a hipótese ou questão de investigação emerge da necessidade diagnosticada num dado contexto, em geral de um problema sentido pelo investigador ou por uma comunidade. O trabalho de investigação clássica deve apresentar hipóteses simples, claras, bem deduzidas a partir da revisão da literatura (Hill & Hill, 2002). Já o trabalho de investigação baseado numa metodologia de desenvolvimento de projetos ou DBR deve partir de um problema que é sentido por um grupo ou mesmo comunidade inseridos num dado contexto. A deteção e seleção do problema a ser investigado é a primeira etapa da investigação que se deve basear num levantamento de necessidades e problemas sentidos pelos sujeitos e não só pelo investigador. Esta é uma das diferenças entre a investigação clássica e a investigação de desenvolvimento. Existem mais diferenças mas também dimensões que são comuns. Outra diferença é a finalidade da investigação. Na investigação clássica a principal finalidade é produzir conhecimento teórico ou fundamental que interessa sobretudo aos investigadores de uma dada área disciplinar, tendo em vista explicar ou compreender um dado fenómeno em estudo. Na investigação de desenvolvimento a principal finalidade é resolver um problema sentido por um grupo ou uma comunidade.

### Falemos agora de alguns aspectos comuns.
O tema e as hipóteses gerais, bem como as questões de investigação ou problemas a serem resolvidos devem ser realistas e manejáveis, tendo em atenção constrangimentos como o tempo de desenvolvimento da investigação, o acesso à literatura, aos sujeitos e aos contextos para a recolha de dados.
A revisão de literatura é também realizada nas duas abordagens à investigação. É ela que permite encontrar teorias e artigos de outros autores sobre investigações realizadas (Hill e Hill), tendo em vista a dedução de hipóteses operacionais ou questões de investigação a testar na parte empírica, na investigação clássica ou o encontrar de problemas similares e modos de os solucionar na investigação de desenvolvimento. Nesta revisão é ainda possível conhecer questões deixadas em aberto por outros investigadores e de alguns eventuais erros cometidos.
A investigação pressupõe a recolha de dados. Este processo é desenvolvido pelo investigador junto dos sujeitos ou participantes na investigação, mediante o seu objetivo de estudo num dado universo. Na investigação de desenvolvimento o investigador tem um papel muito ativo na recolha dos dados para detetar e circunscrever bem o problema que irá ser ou tentar ser resolvido, mas os sujeitos ou participantes da investigação também podem, e muitas vezes têm, um papel ativo neste processo. O mesmo se passa no planeamento de soluções para tentar resolver o problema detetado e circunscrito (cf. Figura 2). Já na investigação clássica o papel do investigador é o de observar e descrever um determinado fenómeno analisando-o à luz das teorias, do quadro referencial.
Numa investigação clássica o processo que se segue consiste na análise dos dados, que confirmarão ou negarão as hipóteses delineadas, permitindo desenvolver uma conclusão do estudo; esta investigação inicia e termina num quadro teórico, na medida em que o estudo irá contribuir para a literatura existente. Já numa investigação de desenvolvimento o percurso irá seguir para uma operacionalização das estratégias delineadas mediante o problema identificado e a fundamentação do quadro de referência.
Um estudante de mestrado deve analisar a sua realidade, a sua necessidade e os seus constrangimentos mediante o quadro de investigação, de forma a ponderar as variáveis do seu percurso académico na tomada de decisão para a sua investigação de mestrado. É tendo em conta a sua realidade e o conhecimento sobre as semelhanças e diferenças entre uma investigação clássica (que conduz a uma dissertação de mestrado) e uma investigação de desenvolvimento ou DBR (que conduz a um trabalho de projeto) que cada mestrando deve tomar a sua decisão. Esperamos que este pequeno artigo possa contribuir para uma tomada de decisão esclarecida.